# Душанбе
Душанбе (таџ. Душанбе; раније Стаљинабад) је главни град Таџикистана. Град се налази на реци Душанбинка у густо насељеној долини Гисар.
Број становника према подацима из 2005. године је 543.107. Етнички састав града чинили су: Таџици - 73,4%, Узбеци - 20,1%, Руси - 5,1%, остали - 2,4%.
Име града је изведено из персијске речи која значи понедељак (ду- два + -шанба или -шанбе дан, буквално: други дан) и односи се на то да је понедељком био пијачни, трговачки дан.
Насеље на овом месту је постојало још у 5. веку п. н. е., али је до 1920. било веома мало. Црвена армија је заузела Душанбе 1922. То је постао главни град Таџичке ССР. До Душанбеа је изграђена пруга 1929. Она је постала основ за привредни развој града. Данас је то административни, привредни, културни и универзитетски центар земље.
Недалеко од града налазе се војне базе Русије и Француске. Архитектура центра града је описивана као кич.

## Етимологија
Душанбе је био место великог базара који је радио понедељком.  Од тога је настало име Dushanbe-Bazar  (таџ. Душанбе Бозор, Dushanbe Bozor) од Dushanbe, што на персијском језику значи понедељак – буквално, други дан (ду) после суботе (shanbe). Крајем 1929. град је преименован у Стаљинабад (Стаљинов град), али је крајем 1961. године, током дестаљинизације, враћен назив Душанбе.

## Географија
Душанбе се налази на ушћу две реке, Варзоб (тече од севера ка југу) и Кофарнихон. Душанбе је део међупланинског басена који се налази у долини Гисар. Има претежно брдовит терен. 80% зграда Душанбеа налази се у долини, која има ширину од око 18 km (11 mi) – 100 km (62 mi). Пре 1960-их, највећи део Душанбеа се налазио на левој обали реке Варзоб, али је повећана градња довела до ширења града са друге стране реке.
Град је смештен на терену који подложан ударима земљотреса. Током протеклих 100 година, у граду су се осетили многи земљотреси јачине 5-6 степени Рихтерове скале, као што је земљотрес у Кхаиту 1949. године.

### Клима
Душанбе одликује медитеранска клима (Кепен: ), са делимичним влажним континенталним климатским утицајима (Кепен: Dsa) због оближњих ледника и планинског ланца. Лета су топла и сува, а зиме прохладне, али не веома хладне. Клима је влажнија од осталих престоница Средње Азије, са просечном годишњом количином падавина преко 500 mm (20 in), јер се током зиме и пролећа у околну долину усмерава влажни ваздух. Зиме нису хладне као на северу због заштите града планинама од изузетно хладног ваздуха из Сибира. Јануар 2008. био је посебно хладан и температура је пала на −22 °C (−8 °F). Снежни покривач се јавља у просеку 25 дана годишње, а облачних дана има просечно 24 годишње. Околне планине онемогућавају приступ јаком ветру у град, иако конзистентно дува благи поветарац.
| Клима Душанбе (1981–2010, екстреми 1926–садашњост)                                                           | Клима Душанбе (1981–2010, екстреми 1926–садашњост) | Клима Душанбе (1981–2010, екстреми 1926–садашњост) | Клима Душанбе (1981–2010, екстреми 1926–садашњост) | Клима Душанбе (1981–2010, екстреми 1926–садашњост) | Клима Душанбе (1981–2010, екстреми 1926–садашњост) | Клима Душанбе (1981–2010, екстреми 1926–садашњост) | Клима Душанбе (1981–2010, екстреми 1926–садашњост) | Клима Душанбе (1981–2010, екстреми 1926–садашњост) | Клима Душанбе (1981–2010, екстреми 1926–садашњост) | Клима Душанбе (1981–2010, екстреми 1926–садашњост) | Клима Душанбе (1981–2010, екстреми 1926–садашњост) | Клима Душанбе (1981–2010, екстреми 1926–садашњост) | Клима Душанбе (1981–2010, екстреми 1926–садашњост) |
| Показатељ \ Месец                                                                                            | .Јан.                                              | .Феб.                                              | .Мар.                                              | .Апр.                                              | .Мај.                                              | .Јун.                                              | .Јул.                                              | .Авг.                                              | .Сеп.                                              | .Окт.                                              | .Нов.                                              | .Дец.                                              | .Год.                                              |
| --- | -------------------------------------------------- | -------------------------------------------------- | -------------------------------------------------- | -------------------------------------------------- | -------------------------------------------------- | -------------------------------------------------- | -------------------------------------------------- | -------------------------------------------------- | -------------------------------------------------- | -------------------------------------------------- | -------------------------------------------------- | -------------------------------------------------- | -------------------------------------------------- |
| Апсолутни максимум, °C (°F)                                                                                  | 21,8 (71,2)                                        | 27,7 (81,9)                                        | 32,2 (90)                                          | 35,3 (95,5)                                        | 38,8 (101,8)                                       | 43,0 (109,4)                                       | 43,7 (110,7)                                       | 45,0 (113)                                         | 38,9 (102)                                         | 36,8 (98,2)                                        | 31,9 (89,4)                                        | 24,3 (75,7)                                        | 45,0 (113)                                         |
| Максимум, °C (°F)                                                                                            | 8,6 (47,5)                                         | 10,5 (50,9)                                        | 15,9 (60,6)                                        | 22,3 (72,1)                                        | 27,3 (81,1)                                        | 33,1 (91,6)                                        | 35,8 (96,4)                                        | 35,2 (95,4)                                        | 30,7 (87,3)                                        | 23,9 (75)                                          | 17,3 (63,1)                                        | 10,9 (51,6)                                        | 22,6 (72,7)                                        |
| Просек, °C (°F)                                                                                              | 3,0 (37,4)                                         | 4,8 (40,6)                                         | 9,9 (49,8)                                         | 15,7 (60,3)                                        | 20,1 (68,2)                                        | 25,3 (77,5)                                        | 27,5 (81,5)                                        | 26,2 (79,2)                                        | 21,1 (70)                                          | 14,7 (58,5)                                        | 9,7 (49,5)                                         | 4,9 (40,8)                                         | 15,2 (59,4)                                        |
| Минимум, °C (°F)                                                                                             | −1,0 (30,2)                                        | 0,4 (32,7)                                         | 5,1 (41,2)                                         | 10,0 (50)                                          | 13,6 (56,5)                                        | 17,5 (63,5)                                        | 19,3 (66,7)                                        | 17,6 (63,7)                                        | 12,8 (55)                                          | 7,8 (46)                                           | 4,4 (39,9)                                         | 0,8 (33,4)                                         | 9,0 (48,2)                                         |
| Апсолутни минимум, °C (°F)                                                                                   | −26,6 (−15,9)                                      | −17,6 (0,3)                                        | −12,9 (8,8)                                        | −6,1 (21)                                          | 1,2 (34,2)                                         | 8,4 (47,1)                                         | 10,9 (51,6)                                        | 8,2 (46,8)                                         | −1,0 (30,2)                                        | −4,4 (24,1)                                        | −13,5 (7,7)                                        | −19,5 (−3,1)                                       | −26,6 (−15,9)                                      |
| Количина падавина, mm (in)                                                                                   | 67 (2,64)                                          | 89 (3,5)                                           | 111 (4,37)                                         | 98 (3,86)                                          | 67 (2,64)                                          | 13 (0,51)                                          | 4 (0,16)                                           | 0,9 (0,035)                                        | 5 (0,2)                                            | 31 (1,22)                                          | 41 (1,61)                                          | 67 (2,64)                                          | 592 (23,31)                                        |
| Дани са падавинама (≥ 1.0 mm)                                                                                | 8,5                                                | 9,1                                                | 13,4                                               | 9,8                                                | 7,8                                                | 1,5                                                | 0,7                                                | 0,1                                                | 0,8                                                | 3,7                                                | 5,3                                                | 8,1                                                | 68,8                                               |
| Релативна влажност, %                                                                                        | 69                                                 | 67                                                 | 65                                                 | 63                                                 | 57                                                 | 42                                                 | 41                                                 | 44                                                 | 44                                                 | 56                                                 | 63                                                 | 69                                                 | 57                                                 |
| Сунчани сати — месечни просек                                                                                | 120                                                | 121                                                | 156                                                | 198                                                | 281                                                | 337                                                | 352                                                | 338                                                | 289                                                | 224                                                | 164                                                | 119                                                | 2.699                                              |
| Извор #1: Pogoda.ru.net                                                                                      |                                                    |                                                    |                                                    |                                                    |                                                    |                                                    |                                                    |                                                    |                                                    |                                                    |                                                    |                                                    |                                                    |
| Извор #2: Deutscher Wetterdienst (humidity 1951–1993 and precipitation days 1961–1990) NOAA (sun, 1961–1990) |                                                    |                                                    |                                                    |                                                    |                                                    |                                                    |                                                    |                                                    |                                                    |                                                    |                                                    |                                                    |                                                    |

## Флора и фауна
Пре 20. века, град је имао нешто вегетације али је стварањем града углавном уклоњена природна вегетација. Зелени појас и ботаничка башта увели су нову вегетацију у град. У граду има преко 150 врста дрвећа и жбуња, од којих је само 15 аутохтоних у граду и 22% града заузимају зелене површине.

## Историја
На простору данашње града је постојала људска активност још у каменом добу. Материјални остаци Гисар културе су пронађени на територији града. Током другог миленијума пре нове ере, археолошке културе Бишкент и Вакш су биле доминантне. Обе културе су настале на овом подручју а људи су се тада бавили узгојем говеда, пољопривредном и ткањем.
У близини Међународног аеродрома Душанбе откривене су гробови из бронзаног доба које датирају од краја другог до почетка првог миленијума пре нове ере. Ахеменидско посуђе и керамика пронађени су 6 километара, источно од Душанбеа у Киблају, пошто су град контролисали Ахемениди од шестог века пре нове ере. Археолошки остаци мале цитаделе из петог века пре нове ере откривени су 40 километара јужно и клинасте бакарне секире откривене су из другог века пре нове ере.
Селеукиди су освојили регион 312. пре нове ере. Мало грчко-бактријанско насеље од око 40 хектара датовано је у крај трећег века пре нове ере. Најстарији новчић пронађен у граду је грчко-бактријански новчић са приказом Еукратида (р. 171–145. пре нове ере), а пронађен је још један са приказом Диониса. Постојао је и град Кушан на левој обали реке Варзоб од 2. века пре нове ере до 3. века нове ере, а пронеђене су и гробнице из тог временског периода. Кушани су основали друга насеља као што су Гаравкала, Тепаи Шах, Шахринау и Узбеконтепа. Сасанидско царство је извршило инвазију на Согдијану у петом веку.
Рушевине будистичког манастира из периода хефталита из касног петог до шестог века, који се сада назива Ајина Тепе, налазе се у долини Вакш у близини територије града. Откривена су и друга насеља из периода Тохаристана, као што је град Шишикона који је уништен током совјетске ере и кроз депопулацију током монголске инвазије. Међународна трговина је порасла током овог периода у региону. Откривена је и тврђава који датира из тог периода. Западнотурски каганат је 582. године стекао контролу над овом области. У седмом веку, један кинески ходочасник је посетио регион и навео је град Шуман, вероватно на месту савременог Душанбеа.
Након арапског освајања, Саманиди су контролисали регију, која је остварила напредак у занатима и трговини, а у периоду од 10. до 12. века, средњовековни град Хулбук се развио поред Душанбеа. Харакханиди су ковали новац у граду од 1018. до 1019. године. Град је био под утицајем Гуридске монархије од 12. до 13. столећа.
Друга мања насеља основана су током касног средњег века након монголске инвазије, као што су Абдулајевски и Шајнак. Тимур је освојио регион током овог временског периода и разна друга царства су потом контролисала град. Привреда града почела је да се више ослања на занатство и трговину.
Душанбе се први пут појављује у историјским записима 1676. године, у писму које је Балх кан Субхонкули Баходур послао Фјодору III Алексејевич, руском цару . Међутим, историчар Балха Махмуд ибн Вали поменуо је то подручје 1630-их у књизи Sea of Secrets Regarding the Values of the Noble. У почетку се град звао „Касабаи Душанбе“ (перс. قصبه دوشنبه ), када је био под контролом Балха. Ово име је одражавало и статус Душанбеа као града. Локација Душанбеа између караванских путева који воде исток-запад од долине Гисар преко Каратегина до долине Алаја, и север-југ до реке Кафирниган, а затим до долине Вакш и Авганистана кроз превој Анзоб и Ферганску долину и Зеравшан који су на крају водили трговце у Бухару, Самарканд, Памир и Авганистан подстакао је развој свог тржишта. У то време у граду је живело око 7.000–8.000 становника са око 500–600 домаћинстава.
До 1826. године град се звао Dushanbe Qurghan  ( таџ. Душанбе Қурғон, са суфиксом курƣон из туркијског курган, што значи „тврђава“). Име је прво русификовано као Дјушамбе ( Дюшамбе) 1875. Имао је караван-сарај, стајалиште за путнике у Самарканд, Хујанд, Кулоб и Памир. У граду је било 14 џамија са мектебама, 2 медресе и 14 чајџиница на прелазу из 19. века. У то време град је био тврђава на стрмој обали леве обале реке Варзоб са 10.000 становника. Био је центар за ткање, штављење и топљење гвожђа у региону. Различите државе, укључујући Хисор, вршиле су контролу над градом током 18. и раног 19. века. Руска Империја је 1868. успоставила власт над Бухаром. У нестабилном окружењу које су проузроковале руске интервенције и локалне побуне, Бухарски емират је преузео област Душанбеа, контролу над којом је Емират могао да одржи кроз постепено успостављање централизоване државе под руским утицајем. Прва болница на селу изграђена је 1915. руским улагањем и 1909. је предложена рана железничка пруга која би повезала тржни град са руским железничким системом, али је напуштена након што је ревизија утврдила да подухват неће бити профитабилан, иако град је имао функционалну железничку пругу до Кагана.
Последњи емир Бухаре накратко се склонио у Душанбе 1920. након што га је збацила бољшевичка револуција. Након што је Црвена армија освојила ово подручје следеће године, побегао је у Авганистан 4. марта 1921. У фебруару 1922. године, град су заузеле трупе Басмачи које је предводио Енвер-паша након опсаде, али је 14. јула 1922. поново дошао под власт бољшевика непосредно пре смрти Енвер-паше 4. августа 1922. ван Душанбеа. Био је део Бухарске ПСР до формирања Таџикистанске АССР.
Душанбе је проглашен главним градом Таџикистанске Аутономне Совјетске Социјалистичке Републике у саставу Узбекистанске Совјетске Социјалистичке Републике у октобру 1924. године, а влада је званично почела са радом 15. марта 1925.
Град је изабран за престоницу уместо већих насељених села у Таџикистану зато што је раскрсница Таџикистана и јер су се на великом градском тржишту трговали и радили људи из читаве земље. У трговину на пијаву, област трговине стоком била је развијена, као и трговина тканинама, кожом, лименим производима и оружјем. Блага медитеранска клима била је још један разлог зашто су совјетске власти изабрале град за престоницу.
Пре него што се емир поново уселио у град, у Душанбеу је живела мања популација Јевреја, једину јеврејска популација у источној Бухари (од око 600) која се бавила трговином и кројачем. Међутим, када се емир доселио у град 1920. године, имовина јеврејског становништва је опљачкана, а Јевреји су пресељени у Хисор. Њих је Црвена армија пустила назад у Душанбе тек након његовог освајања, а током 1920-их и 1930-их њихова популација се постепено повећавала са бухарским имигрантима. Душанбе је такође био званично признат као главни град Емирата Бухара током његовог опадања, јер је служио као последње уточиште последњег емира Бухаре током његовог освајања од стране Совјетског Савеза, што је вероватно још један мотивациони фактор за одлуку о оснивању нове АССР. престоница у селу. Становништво је током совјетских освајања и побуна Басмачија опало са већ оскудних 3.140 у 1920. на само 283 у 1924. са само 40 преосталих кућа. Да би помогле у опоравку, совјетске власти су привремено ослободиле велики део становништва од плаћања пореза. Године 1923. Совјети су успоставили прву телеграфску везу у Душанбеу са Бухаром, покренули прву железничку пругу до Термеза и поставили телефонску централу 1924. Дванаестог августа 1924. прве градске новине, Глас Истока, изашле су на арапском, а убрзо након тога почео је да излази и лист на руском језику, Црвени Таџикистан. У то време у Душанбе су направљене електране и уведена је струја. Крајем 1924. године почеле су са радом прве редовне авионске линије из Душанбеа, са јединим летом за Бухару, а касније је уведен лет за Ташкент. Те године је основана и пошта. Изградња пруге је почела 24. јуна 1926. године, а завршена је у новембру 1929. године, повезујући Душанбе са Транскаспијском пругом и покренувши привредни раст. Године 1925. у престоници је изграђен први интернат за дечаке. У Душанбеу је 1. септембра 1927. године отворена прва педагошка школа, а у новембру је завршен аутопут од Душанбеа до Кулоба. Таџици са села су добили помоћ и бесплатне земљишне парцеле у главном граду, у циљу повећања становништва и развоја.
Таџикистанска Совјетска Социјалистичка Република, раније Таџикистанска АССР, одвојила се од Узбекистанске ССР 1929. године. Главни град Дјушамбе је преименован у Стаљинабад, у част Јосифа Стаљина 19. октобра 1929, у састав града су ушла оближња села Шомансур, Мавлоно и Сари Осијо.
Многи од ових пројеката реализовани су под мандатом градоначелника Абдукара Розикова 1925–1932, једног од првих градоначелника Душанбеа, који је настојао да га трансформише у „узорни комунистички град“ кроз модернизацију и урбанистичко планирање. Михаил Калитин је наставио индустријски развој Душанбеа, градећи Комсомолско језеро и промовишући индустрију у граду. Крајем овог периода, крајем 1930-их, у Душанбеу је било 4.295 објеката.
Током Другог светског рата, становништво Душанбеа и Таџикистана је порасло за 100.000 евакуисаних са Источног фронта, што је довело до распоређивања 17 болница у граду. Индустрија града се такође значајно повећала током рата, пошто су Совјети желели да помере критичну инфраструктуру далеко иза непријатељских линија, а индустрије као што су производња текстила и прерада хране су расле. Током 1954. у граду је било 30 школа; формиран је медицински институт именован по Ибн Сини ; Стаљинабадску академију наука; Универзитет у Стаљинабаду, који је основан 1947. године и имао је 1.500 студената; и Сталиљабадски педагошки институт за жене, основан 1. септембра 1953. Гас је уведен у град 1960. преко гасовода који је отворен од Кизила до Тумкука до Душанбеа. Дестог новембра 1961. године, као део дестаљинизације, Стаљинабад је поново преименован у Душанбе, што је име које има до данас. Под вођством Махмудбека Нарзибекова 1960. је изграђен први зоолошки врт у граду. Касније током деценије градоначелник је развио план за окончање проблема мањка стамбеног простора и покренут је проблам станова за бесплатно становање.
Брана Нурек, која је у то време била највиша брана на свету, завршена је 90 километара југоисточно од Душанбеа током 1960-их. У том периоду је покренута и изградња бране Рогун, узводно од бране Нурек. Обе бране су биле мегапројекти који су требали да преставе совјетске иновације и развој у Таџикистану. Међутим, док је брана Нурек завршена, пројекат бранаеРогун је отказан 1970-их због стагнирања совјетског економског раста. Другог августа 1979. године, становништво Душанбеа достигло је 500.000 и имао је највећу стопу раста становништва у Совјетском Савезу.
Осамдесетих година прошлог века увећани су проблеми из домена животне средине и криминала. Широко распрострањено насиље, хулиганизам, опијање и напади постали су чешћи. Дошло је до напада студената у Пољопривредном заводу 1987. и нереда у Педагошком заводу две године касније. Све већи регионализам је такође дестабилизовао РСБ.
Од 10. до 11. фебруара 1990. године, 300 протестаната се окупило испред зграде Централног комитета Комунистичке партије, након што су се прошириле гласине да совјетска влада планира да пресели десетине хиљада етничких Јермена у Таџикистан. У стварно, свега 29 Јермена је пресељно у град и живели су код рођака. Број притестаната је растао и досегао је цифру између 3 и 5 хиљада људи на улици. Убрзо је дошло до насилних инцидената. Уведен је полицијски час и трупе су послате да штите куће припадниак мањинских заједница од вандализма и пљачке. Број људи који протестују је растаао и извршили су напад на зграду ЦК. Свих 29 Јермена је евакуисано и превезно хитним летом, убрзо након што је пуцано из ватреног оружја.
Неколико дана након тога, док се пљачке и даље дешавају широм града, демонстранти су основали Привремени народни комитет, или Привремени комитет за решавање кризе, који је изнео захтеве као што су „протеривање јерменских избеглица, оставка владе и смена Комунистичке партије, затварање топионице алуминијума у западном Таџикистану из еколошких разлога, правична расподела профита од производње памука и ослобађање 25 демонстраната који су приведени.
Многи високи званичници су поднели оставке али су се совјетске трупе ушле град, прогласиле су захтеве  протестаната незаконитим и нису прихватиле оставку високих званичника. У насиљу је убијено 16-25 људи; многи пострадали, ако не и већина, су били етнички Руси.
Нереди су углавном били подстакнути забринутошћу због мањка станова за таџикистанско становништво, али су се поклопили са таласом националистичких немира који је захватио Закавказје и друге централноазијске државе пред крај владавине Михаила Горбачова.
Након повећања организоване опозиције Демократске партије Таџикистана и Растохеза, гласности Горбачова, економског опадања и појачаног противљења дела елита, Кахор Махкамов је распустио Комунистичку партију Таџикистана 27. августа 1991. и напустио је партију следећег дана. Влада Таџикистана је 9. септембра 1991. прогласила независност од Совјетског Савеза.
Душанбе је постао главни град независног Таџикистана 9. септембра 1991. Иран, Сједињене Америчке Државе и Русија су убрзо отвориле амбасаде у Душанбеу почетком 1992.
Душанбе је контролисала влада коју је подржавао Народни фронт током већег дела грађанског рата у Таџикистану 1992–1997, иако је исламистичка и демократска уједињена таџикистанска опозиција успела да заузме престоницу 1992. све док 8000 владиних трупа које је подржавала Русија и Узбекистан није повратило контролу над градом. Већина руског становништва побегла из главног града током насиља у овом временском периоду, док се велики број Таџика из сеоских крајева уселио; до 1993. више од половине руског становништва је избегло. Фракције су током грађанског рата биле организоване првенствено по регионалним линијама. Рат је окончан примирјем од 27. јуна 1997, којим се гарантовало 30% позиција у влади припадницима опозиције.
Град је 2000. године први пут добио могућност прикључка на интернет. УНЕСКО је 2004. године прогласио Душанбе градом мира. Махмадсаид Убаидулоев је проглашен за градоначелника Душанбеа 1996. године, након што су током грађанског рата многи рекли да он стварно контролише владу. Био је градоначелник главног града најдужи од свих градоначелника, 21 годину, до окончања мандата 2017. Од независности, привреда града је константно расла све до рецесије проузроковане пандемијом вируса ковид 19. У јануару 2017, Рустам Емомали, син актуелног председника Емомалија Рахмона, именован је за градоначелника Душанбеа, што је потез који неки аналитичари виде као корак ка доласку до врха власти.

## Становништво
| Година | Таџици | Руси  | Узбеци | Татари | Украјинци | Јевреји | Корејци | Немци | Туркмени | Киргизи | Казаси | Остали |
| ------ | ------ | ----- | ------ | ------ | --------- | ------- | ------- | ----- | -------- | ------- | ------ | ------ |
| 1939   | 12,05  | 56,95 | 9,02   | 4,71   | 5,95      | 4,09    | ,01     | ,46   | 0,05     | 0,11    | 0,42   | 6,18   |
| 1959   | 18,7   | 47,83 | 10,31  | 5,5    | 4,4       | 3,88    | 0,14    | 3,55  | 0,05     | 0,11    | 0,17   | 5,36   |
| 1970   | 26,4   | 41,92 | 10,26  | 5,13   | 3,54      | 3,04    | 0,87    | 3,62  | 0,08     | 0,14    | 0,15   | 4,85   |
| 1979   | 31,61  | 38,51 | 10,03  | 4,73   | 3,59      | 2,26    | 1,01    | 3,09  | 0,11     | 0,14    | 0,15   | 4,77   |
| 1989   | 39,13  | 32,37 | 10,43  | 4,09   | 3,55      | 2       | 1,10    | 2,28  | 0,12     | 0,17    | 0,18   | 4,58   |
| 2000   | 84,4   | 5,1   | 9,1    | ,7     | ,3        | ,02     |         |       |          | ,06     |        | 1,32   |
| 2003   | 83,4   | 5,1   |        | ,7     | ,3        |         | ,1      | 1,1   |          |         |        | 9,3    |
| 2010   | 89,5   | 2,63  | 6,71   | 0,26   |           |         |         |       | ,1       | 0,08    | 0,03   | 0,7    |

Главни језици који се говоре у Душанбеу су два службена језика, таџички и руски, заједно са широко распрострањеним мањинским узбечким језиком.
Становништво Душанбеа је расло брзим темпом након совјетске инвазије 1920-их, опадало је током периода Таџикистанског грађанског рата и растућих немира 1990-их, док је раст броја становништва настављен након деведесетих година ХХ столећа. Средином 20. века, град је имао већинско руско/источноевропско становништво, али након грађанског рата, многи Руси су напустили град и таџикистанско становништво постало је доминантно. Од 2005. до 2014. у град је мигрирало укупно 53.118 људи. Просечан животни век Душанбеа у 2014. години био је укупно 74,1 година, са 71,9 година за мушкарце и 76,3 за жене.
Ислам је уведен у Душанбе у осмом веку  и данас већина града следи сунитски ислам. Постоји мала католичка заједница коју чини 120 верника. У Таџикистану има око 350 Јевреја чија је синагога уништена 2006. али је поново изграђена 2008.
Руска православна црква је још једна верска група у граду. Саборна црква Светог Николе у Душанбеу је центар богослужења православне заједнице земље.

## Образовање
Пре совјетске инвазије, образовање у граду је било ограниченог обима, углавном се одвијало кроз медресе које су подучавале Кур'ан и персијски и арапски, као и географију, геометрију, алгебру и друге науке.Након инвазије, Совјетски Савез је затворио медресе.
Совјетски образовни систем се сматрао успешним за своје време, јер је достигао близу 100% писмености кроз обимни програм описмењавања и обавезно образовање уз укључивање девојчица у образовање.
Народни комесаријат просвете Таџикистанске ССР основан је 11. фебруара 1925. године у Душанбеу. Више образовање почело је да се успоставља тридесетих година прошлог века стварањем педагошког института у Душанбеу 1931. године. Године 1939. у Душанбеу је основан Таџикистански државни медицински универзитет, а убрзо након тога 1944. године Таџикистански аграрни институт. Пре избијања Другог светског рата у граду су постојале 32 средње школе и два завода. Други светски рат је успорио раст високог образовања. Касније је 1947. основан Таџикистански државни универзитет. Током 1956. у граду је основан Политехнички институт заједно са Институтом за физичку културу 1971. године, Институтом за уметност 1973. године и Таџикистанским педагошким институтом за руски језик и књижевност 1980. године који је 1987. године постао Таџикистански државни институт за језике. 1990. године основан је Технолошки универзитет Таџикистана.
Совјетски систем је био заснован на потребама привреде; аграрни, медицински и политехнички институти основани су ради развоја привреде. Поред тога, већина институција високог образовања била је у форми педагошких факултета. Ограничења на политичке теме као што је историја ометала су напредак у тим областима. Након независности, универзитети су мање прилагођавали своје смерове потребама привреде. Отворене су друге високообразовне инстуције, као што је Таџикистански универзитет за право, пословање и политику.
Грађански рат након независности је девастирао образовни систем града, при чему су издвајања из државног буџета пала са 11% на 2% у том временском периоду.Како је државна потрошња опала, приватне институције су се привремено развиле у тржишној економији, што је довело до раста броја универзитета у Душанбеу након независности.
У савременом периоду су отварани нови факултети и универзитети и дошло је до раста броја уписаних студената. Значајно су се прошириле и специјализоване и техничке школе.

## Привреда
БДП града током 2018. износио је 13.808.000.000 сомона, што је приближно 1.508.900.000 долара, са стопом раста од 7,3%. То је чинило 20,1% укупног БДП-а Таџикистана. У првој половини 2020. ГРП Душанбеа износио је 20,7% БДП-а земље. Просечна плата у граду ажурирано: 2014. износи 1402,67 сомонија, или 147.18 долара. Као центар финансијске активности републике, Душанбе је 2004. године имао више од 30 пословних банака.

## Саобраћај
Први пут у земљи, с почетка 19. века, водио је до Гузора, којим су пролазиле камиле, а Совјети су га претворили у модеран пут. Прва аутобуска линија покренута је 1930. године, а такси служба је почела 1937. Аутомобили су главни вид превоза у земљи и у Душанбеу. Један велики пут пролази кроз планине од Хујанда до Душанбеа кроз тунел Анзоб, који је изградила иранска фирма. Други велики пут иде источно од Душанбеа до Хорога у Горно-Бадахшанској аутономној покрајини, затим до Мургаба, а затим се дели на путеве према Кини и Киргистану.
Прва железничка пруга у Душанбеу, која је била дуга 245 км дуга, грађена је од 1926. до 1929. и отворена 10. септембра 1929. од Вхадата до Душанбеа до Термеза који је на крају повезао Душанбе са Москвом. 1933. и 1941. године постављене су још две ускотрачне железничке пруге од Душанбеа до Гулписте и Курган-Тјубе. Од 20002. године нова железничка управа је модернизовала систем.
Тролебуси су почели са радом 6. априла 1955. године када је у граду организована тролејбуска управа. Први тролејбус Тролза почео је са радом 1. маја 1955. на Лењиновом авенији, главној авенији Душанбеа. Руте су проширене 1957. и 1958. године, а 1967. године отворено је 9 рута и дужина мреже је достигла 49 km (30 mi). Распад Совјетског Савеза довео је до кризе у систему, пошто је гориво поскупело, а пљачка је постала стални проблем, а један инцидент се догодио на централној аутобуској станици који је довео до привремене обуставе линија. Током тог периода, број тролејбуса је опао са раније 250 током касних 1980-их на само 45–50. Сто нових тролејбуса је наручено 2004. године, који су испоручени неколико година касније и помогли су у поновном успостављању превоза становника тролејбусом.
Изградња надземног метро система би требало да почне 2025. године. Очекује се да ће прва линија метроа бити завршена 2040. године и да ће повезати Јужну капију и Гулистон (област циркуса).

## Култура
Пре совјетске инвазије, Душанбе се састојао од уских улица а зграде су биле од непечене опеке. Ниједна грађевина из тог времена није сачувана. Развој 1920-их, убрзо након совјетске инвазије, поставио је темеље за будући развој и успоставио почетак савременог града. Тридесетих година прошлог века, конструктивистичка архитектура добија на значају заједно са изградњом већих структура, често направљених од бетона. Неколико архитеката је одиграло велику улогу у изградњи града у групи коју је предводио Петер Ваулин. Направио је закон под називом „О изградњи града Душанбеа“ који је град усвојио 27. априла 1927. године. Он је имплементирао конструктивистички дизајн у граду, вероватно инспирисан састанком који је имао са Ле Корбизјеом у Москви 1929.

Сликарство у граду се развило доласком руских сликара, у периоду од двадесетих и тридесетих година ХХ столећа.
- Скулптуре у граду
- Статуа Рудакија
- Статуа Омар Хајама
- Статуа Лењина
- Статуа Ибн Сине

Кинематографија у Душанбеу је почела да се развија од тридесетих година прошлог века, стварањем филмских студија и биоскопа од стране совјетске владе, иако је први биоскоп направљен 1927. године. Тада је гледан Нибелунг Фрица Ланга. Комил Јарматов је био први истакнути таџикистански филмски режисер. У овом периоду били су популарни и документарни филмови, а први играни филм појавио се 1938. године. У Другом светском рату, продукција играног филма у Душанбеу је обустављена због недостатка материјала за рад. После рата, направљено је више дугометражних играних филмова. Осамдесетих година прошлог века нова генерација филмских стваралаца донела је нове вредности као што је плурализам, што је довело до тога да се неки филмови фокусирају на критичко представљање совјетске историје. Током грађанског рата је дошло до великих промена у филмској индустрији. Таџикфилм, који је раније имао монопол у продукцији, морао је да се затвори, док су независни филмски ствараоци камером бележили ужасе грађанског рата.

## Спорт
Од 1923. у граду се тренира гимнастика, коњички спорт и атлетика, у оквиру спортског друштву Душанбе. Тенис се тренира и игра од 1929. године. Светаџичка Спартакијада је први пут одржана 1934. године, а 1939. године Динамо Душанбе је освојио четвртфинале Купа СССР-а. Фудбалска репрезентација земље  је 1950. заузела јпрво место на Централноазијским играма.
Душанбе је 2003. године био град-домаћин Централноазијских игара.
Најпопуларнији спортови у Душанбеу су самбо, рвање, џудо, карате, теквондо, уметничка гимнастика, дизање тегова, стреличарство, стрељаштво, бокс, фудбал, кошарка, роњење, тенис, шах, бузкаши и даме.
У Душанбеу играју четири фудбалска тима Таџикистанске Више лиге: ЦСКА Памир, Душанбе-83, Истиклол, и Локомотива-Памир. Стадион Памир у Душанбеу изграђен је 1939. године, и био је матични стадион за ЦСКА Памир Душанбе. Стадион у Душанбеу је тренутно у изградњи и имаће 30.000 места када буде завршен.

## Партнерски градови
Душанбе је тренутно збратимљен са низом градова.
- Кабул, Авганистан
- Техеран, Иран
- Москва, Русија
- Санкт Петербург, Русија
- Акисар, Турска
- Болдер, Колорадо, САД
- Клагенфурт, Аустрија
- Анкара, Турска
- Лахор, Пакистан
- Сана, Јемен
- Лусака, Замбија
- Ганџа
- Клагенфурт
- Сјамен